# Пшибендза
Пшибендза (пол. Przybędza) — село в Польщі, у гміні Радзехови-Вепш Живецького повіту Сілезького воєводства.

## Географія
У селі бере початок річка Пшибендза.